# 最高戦略責任者
最高戦略責任者（さいこうせんりゃくせきにんしゃ、英語: chief strategy officer、略語: CSO）は ビジネス幹部のポジションで、会社における中・長期的な戦略的な役割に焦点をあてたものである。
CSOは戦略立案のみならず、プロジェクトを実行するリーダー的役割、各部門長とのコミュニケーションを行うこともあることからミニCEO とも表現される。
CSOは状況に応じてスピーディな判断や様々な役割を担うことから、幅広い知識や経験・スキルを持ち合わせていることが求められる。
近年CEOは変化の早い経営環境と競争状況の中、重要な意思決定をするための戦略に割ける時間が充分に取れないことから、CSOの役割・ポジションを求めるニーズが高まっている。
アメリカにおいてはS＆P500 の約50％の企業がCSOのポジションを設置している。

## 関連用語
- 役員 (会社)
- 最高経営責任者（CEO）
- 最高執行責任者（COO）
- 最高財務責任者（CFO）
- 最高技術責任者（CTO）
- 最高戦略責任者（CSO）
- 最高情報責任者（CIO）
- 最高知識責任者（CKO）
- 最高インパクト責任者（CHIMPO）